# Bah Bolon
Bah Bolon is een bestuurslaag in het regentschap Simalungun van de provincie Noord-Sumatra, Indonesië. Bah Bolon telt 829 inwoners (volkstelling 2010).